# Anja Kunick
Anja Kunick (* 22. Januar 1975 in Leipzig) ist eine ehemalige deutsche Fußballschiedsrichterin und war von 2012 bis 2014 Geschäftsführerin des FF USV Jena. Sie pfiff für den Verein SV 90 Lissa.

## Werdegang
Kunick war als Kind aktive Fußballspielerin und spielte seit ihrem sechsten Lebensjahr bei der BSG Traktor Lissa. Da es in ihrer Heimatstadt Lissa bei Delitzsch keine Mädchenmannschaft gab, wechselte sie zum Handball. Anfang der 1990er Jahre fing sie wieder mit dem Fußball an, bis zwei Kreuzbandrisse ihre Karriere beendeten.
Nach einem Schiedsrichterlehrgang war sie von 2002 bis 2012 DFB-Schiedsrichterin und leitete 88 Spiele in der Frauen-Bundesliga. Im Jahre 2006 leitete Kunick das DFB-Pokalfinale zwischen dem 1. FFC Turbine Potsdam und dem 1. FFC Frankfurt. Ein Jahr später wurde sie FIFA-Schiedsrichterin und pfiff seitdem Europapokal- und Länderspiele. Im Männerbereich leitete Kunick Spiele bis zur fünftklassigen Oberliga Nordost. Am 27. Januar 2012 übernahm Kunick den vakanten Posten als Geschäftsführerin beim FF USV Jena. Im Sommer 2012 beendete sie ihre Schiedsrichterkarriere, um sich voll auf den FF USV Jena zu konzentrieren. Bei der U-20-Fußball-Weltmeisterschaft der Frauen 2012 in Japan war sie für die FIFA als Media Officer tätig. Anfang Dezember 2013 gab sie ihren Weggang aus Jena mit Ablauf ihres Vertrags zum 31. Januar 2014 bekannt. Kunick ist in ihre Geburtsstadt Leipzig zurückgekehrt.